# Okręg Halle
Okręg Halle (niem. Bezirk Halle) – okręg administracyjny w dawnej Niemieckiej Republice Demokratycznej.

## Geografia
Okręg położony w południowo-zachodniej części NRD, podgórze Harzu.

### Podział
- Halle
- Dessau
- Halle-Neustadt (od 12 maja 1967)
- Powiat Artern
- Powiat Aschersleben
- Powiat Bernburg
- Powiat Bitterfeld
- Powiat Eisleben
- Powiat Gräfenhainichen
- Powiat Hettstedt
- Powiat Hohenmölsen
- Powiat Köthen
- Powiat Merseburg
- Powiat Naumburg
- Powiat Nebra
- Powiat Quedlinburg
- Powiat Querfurt
- Powiat Roßlau
- Powiat Saalkreis
- Powiat Sangerhausen
- Powiat Weißenfels
- Powiat Wittenberg
- Powiat Zeitz

## Polityka

### Przewodniczący rady okręgu
- 1952–1955 Werner Bruschke (1898–1995)
- 1955–1958 Helmut Becker (1928-)
- 1958–1966 Otto Leopold (1901–1975)
- 1966–1984 Helmut Klapproth (1928-)
- 1984–1989 Alfred Kolodniak (1931-)
- 1990 Wolfgang Süss (1934-)
- 1990 Klaus Keitel (Regierungsbevollmächtigter) (1939-)

### I sekretarzSEDokręgu
- 1952–1953 Bernhard Koenen (1889–1964)
- 1953–1954 Heinz Glaser (1920–1980)
- 1954–1958 Franz Bruk (1923-1996)
- 1959–1963 Bernhard Koenen (1889–1964)
- 1963–1971 Horst Sindermann (1915–1990)
- 1971–1981 Werner Felfe (1928–1988)
- 1981–1989 Hans-Joachim Böhme (1929-)
- 1989–1990 Roland Claus (1954-)